# عطاروالا
عطاروالا یک جامعه مسلمان عمدتاً در ایالت گجرات، هند است.

## تاریخچه و منشأ
عطاروالا ادعا می‌کنند که از نسل سربازان گورکانیان هند و هزاره هستند که در ابتدا در آگرا در زمان حکومت جهانگیر امپراتور گورکانیان هند ساکن شدند. بر اساس اسناد ثبت شده آنها سپس از طریق گوالیور، راتلام و گادهارا به احمدآباد در گجرات مهاجرت کردند. این مهاجرت به دنبال مشارکت آنها در جامعه در جنگ استقلال هند در سال ۱۸۵۷ بود. پس از استقرار در گجرات، جامعه به تولید عطرهای معروف به (ittars) مشغول شد. کلمه عطاروالا به معنای سازنده یا صاحب عطر است. مهاجرت دوم در سال ۱۹۴۷ از آگرا، پس از تجزیه هند، صورت گرفت که برخی از آنان به پاکستان مهاجرت کردند، در حالی‌که برخی دیگر دوباره به قومیت‌های خود در احمدآباد، هند پیوستند. عطاروالاها در حال حاضر عمدتاً در احمدآباد، هند و برخی از آنها در کراچی، پاکستان زندگی می‌کنند.

## شرایط فعلی
عطاروالا از دیگر مسلمانان گجراتی متمایز است، زیرا زبان نخست یا زبان مادری آنها اردو است.